# Франклин (Западная Виргиния)
Франклин (англ. Franklin) — город в штате Западная Виргиния, США. Он является административным центром округа Пендлтон. В 2010 году в городе проживал 721 человек.

## Географическое положение
Франклин находится на востоке штата Западная Виргиния и является административным центром округа Пендлтон. Город находится на берегу реки Южный Потомак на пересечении US 33 and US 220. По данным Бюро переписи населения США город Франклин имеет общую площадь в 1,45 км².

## История
В 1769 году Фрэнсис и Джордж Эвик исследовали 160 акров на левом берегу Южного Потомака, Фрэнсис там поселился. Город был основан в 1788 году, когда первый совет округа Пендлтон выбрал земли Фрэнсиса Эвика для нового окружного центра. Первоначально город назывался Франкфорд, в честь брода рядом с которым он расположен («Frank’s ford» — брод Фрэнка). Город официально был основан законодательным актом Генеральной ассамблеи Виргинии в декабре 1794 года и был переименован в Франклин, в честь Бенджамина Франклина. Население города росло медленно. В начале XIX века оно составляло около 100 человек. В 1834 году в городе было два магазина, три седельных мастера, два плотника, два сапожника, два кузнеца, оружейник, портной, шляпник, столяры. Были также школа и религиозное сообщество. В 1924 году в городе произошёл пожар, который уничтожил большую часть города и здание окружного суда.
Исторический район Франклина внесён в Национальный реестр исторических мест.

## Население
По данным переписи 2010 года население Франклина составлял 721 человек (из них 44,2 % мужчин и 55,8 % женщин), в городе было 313 домашних хозяйства и 173 семей. Расовый состав: белые — 96,5 %, афроамериканцы — 1,0 %, коренные американцы — 0,6 %, азиаты — 0,4 % и представители двух и более рас — 1,1 %..
Из 313 домашних хозяйств 44,4 % представляли собой совместно проживающие супружеские пары (13,1 % с детьми младше 18 лет), в 7,3 % семей женщины проживали без мужей, в 3,5 % семей мужчины проживали без жён, 44,7 % не имели семьи. 4,1 % домашних хозяйств составили разнополые пары, не состоящие в браке. В среднем домашнее хозяйство ведут 2,00 человек, а средний размер семьи — 2,68 человека.
Население города по возрастному диапазону по данным переписи 2010 года распределилось следующим образом: 14,4 % — жители младше 18 лет, 2,5 % — между 18 и 21 годами, 46,9 % — от 21 до 65 лет и 36,2 % — в возрасте 65 лет и старше. Средний возраст населения — 55,5 года. На каждые 100 женщин в Франклине приходилось 79,4 мужчин, при этом на 100 совершеннолетних женщин приходилось уже 76,8 мужчин сопоставимого возраста.
В 2014 году из 679 трудоспособных жителей старше 16 лет имели работу 323 человека. При этом мужчины имели медианный доход в 54 479 долларов США в год против 26 111 долларов среднегодового дохода у женщин. В 2014 году медианный доход на семью оценивался в 67 232 $, на домашнее хозяйство — в 47 083 $. Доход на душу населения — 25 014 $. 18,7 % от всего числа семей в Франклине и 24,7 % от всей численности населения находилось на момент переписи за чертой бедности, из которых 34,7 % составляли жители младше 18 и 23,4 % старше 65 лет.
Динамика численности населения:
|  |

## Климат
По классификации климатов Кёппена климат Франклина относится к морскому климату западного побережья (Cfb). Среднее годовое количество осадков — 861,1 мм. Средняя температура в году — 11,1 °C, самый тёплый месяц — июль (средняя температура 21,7 °C), самый холодный — январь (средняя температура 0,3 °C).
| Показатель                    | Янв.  | Фев.  | Март  | Апр.  | Май  | Июнь | Июль | Авг. | Сен. | Окт. | Нояб. | Дек.  | Год   |
| ----------------------------- | ----- | ----- | ----- | ----- | ---- | ---- | ---- | ---- | ---- | ---- | ----- | ----- | ----- |
| Абсолютный максимум, °C       | 26,1  | 23,9  | 31,1  | 32,8  | 36,7 | 35,6 | 38,3 | 36,7 | 37,2 | 32,8 | 28,9  | 25,0  | 38,3  |
| Средний суточный максимум, °C | 6,4   | 7,6   | 12,3  | 18,4  | 23,3 | 26,9 | 28,8 | 28,2 | 24,9 | 19,5 | 13,2  | 7,6   | 18,1  |
| Средняя температура, °C       | 0,3   | 1,1   | 5,4   | 10,8  | 15,7 | 19,6 | 21,7 | 21,0 | 17,6 | 11,9 | 6,4   | 1,6   | 11,1  |
| Средний суточный минимум, °C  | −5,7  | −5,4  | −1,5  | 3,2   | 8,1  | 12,2 | 14,6 | 13,9 | 10,2 | 4,3  | −0,3  | −4,4  | 4,1   |
| Абсолютный минимум, °C        | −28,9 | −26,7 | −23,9 | −11,7 | −4,4 | −1,7 | 1,0  | 0,6  | −4,4 | −10  | −15   | −26,7 | −28,9 |
| Норма осадков, мм             | 54    | 48    | 70    | 65    | 89   | 86   | 99   | 88   | 80   | 67   | 61    | 54    | 860   |
| Источник: Погода и климат     |       |       |       |       |      |      |      |      |      |      |       |       |       |